# Tribunal de Justicia del Estado de Río de Janeiro
El Tribunal de Justicia del Estado de Río de Janeiro (TJERJ) es un tribunal de justicia brasileño del poder judicial del estado de Río de Janeiro con sede en la ciudad de Río de Janeiro y jurisdicción en todo el territorio del estado. Su sede principal es el Palacio de Justicia del Estado de Río de Janeiro ubicado en la Plaza Quince de Noviembre en el centro de la ciudad.